# 11569 Virgilsmith
11569 Virgilsmith este un asteroid din centura principală de asteroizi.

## Descriere
11569 Virgilsmith este un asteroid din centura principală de asteroizi. A fost descoperit pe 27 mai 1993 la Observatorul Palomar de Carolyn S. Shoemaker și David H. Levy. Asteroidul prezintă o orbită caracterizată de o semiaxă mare de 3,10 ua, o excentricitate de 0,17 și o înclinație de 18,2° în raport cu ecliptica.